# Tim Richmond
Tim Richmond (Ashland, 7 giugno 1955 – West Palm Beach, 13 agosto 1989) è stato un pilota automobilistico statunitense.

## Carriera
Dal 1980 al 1987 ha corso nella NASCAR Sprint Cup Series, ottenendo in totale 13 vittorie su 14 pole position. Dal 1983 al 1986, ha corso nella NASCAR Xfinity Series, ottenendo 2 vittorie su 6 pole position.
È morto il 13 agosto 1989 all'età di 34 anni, per complicazioni legate all'AIDS.

## Riconoscimenti
Nel 2002, è stato introdotto nella International Motorsports Hall of Fame.